# Vauvoja
Vauvoja (in finlandese "bebè") è un singolo del cantante Kasmir e di SAARA, pubblicato dalla Universal Music il 15 maggio 2015. Il singolo è entrato nelle classifiche finlandesi raggiungendo la prima posizione in quella dei singoli più scaricati e dei singoli più trasmessi in radio.
Vauvoja è la canzone del Kesäkumi del 2015.

## Il brano
Vauvoja è un brano pop funk scritto da Kasmir, SAARA, Hank Solo, Jonas W. Karlsson e Mikko Kuoppala, mentre è stato prodotto da Kasmir, SAARA e Kuoppala.

## Video musicale
Dal brano è stato tratto un video musicale, girato da Über Creative e pubblicato il 14 maggio 2015 su YouTube. Nel video vengono mostrati i due cantanti che si scambiano i tradizionali ruoli di genere con Kasmir che mostra stereotipi femminili e SAARA che mostra quelli maschili.

## Versione acustica
La versione acustica del brano è stata pubblicata il 2 settembre 2015 assieme ad un relativo video musicale, girato ad Helsinki durante la notte delle Arti da Über Creative e pubblicato il 7 settembre 2015. Nel brano Petteri Sariola suona la chitarra.

## Tracce
1. Vauvoja (feat. SAARA) – 3:49

Versione acustica
1. Vauvoja (Acoustic) (feat. SAARA) – 4:08

## Classifica
| Classifica           | Massima posizione |
| -------------------- | ----------------- |
| Finlandia            | 2                 |
| Finlandia (digitale) | 1                 |
| Finlandia (radio)    | 1                 |